# Golden Earring
Golden Earring foi uma banda de rock neerlandesa, fundada em 1961 em Haia por George Kooymans e Rinus Gerritsen. Originalmente chamado The Tornados, mudaram o nome para The Golden Earrings quando descobriram que já existia um grupo com o nome The Tornados. Mais tarde alteraram o nome para apenas Golden Earring. O nome foi tirado da composição instrumental Golden Earrings do grupo britânico The Hunters.

## Biografia
Inicialmente uma banda de pop-rock com Frans Krassenburg nos vocais e Jaap Eggermont na bateria, The Golden Earrings teve seu primeiro sucesso com seu primeiro single "Please Go", gravado em 1965. Tornou-se um grande sucesso nas paradas holandesas. Insatisfeito com estúdios de gravação holandeses, o empresário da banda Fred Haayen providenciou para o próximo single a ser gravado nos estúdios da Pye Records, em Londres. "That Day", chegou ao #2 nas paradas holandesas, ficando atrás apenas da canção "Michelle" do The Beatles.
Em 1967, Barry Hay juntou à banda, substituindo Krassenburg como vocalista para o grupo. No ano seguinte, a banda ganhou seu primeiro número um hit na Holanda com a canção "Dong Dong Dong Diki Digi." Nos Estados Unidos, o trabalho solo para entrar no mercado dos EUA estava sendo colocada pelo East Coast FM Disc Jockey rádio e crítico musical Neil-Kempfer-Stocker, que é creditado como o primeiro DJ de rádio para defender a banda ou dos EUA. Este single foi seguido por um álbum psicodélico sucesso Eight Miles High, que contou com uma versão de 18 minutos da faixa-título, em si um cover de 1966 hit canção de The Byrds. A versão ao vivo, que pode durar 45 minutos, foi considerada por alguns como um destaque em suas primeira e segunda turnês americanas, no meio do hippie e flor era poder no mesmo ano Woodstock foi organizada: 1969. registros americanos da banda neste período de tempo foram emitidos pelos Registros de Percepção etiqueta em Nova York, e da banda Golden Earring LP, conhecido como "Wall of Dolls" e único "Back Home" um fraco desempenho em os EUA, mas se tornou um hit número 1 na Holanda.

A escalada de sucessos locais continuou nos anos seguintes até o lançamento do álbum Eight Miles High 1969, terceiro com Barry Hay nos vocais, cujo grande sucesso da faixa título, um cover com 19 minutos dos The Byrds, os levou a invadir os EUA e disputar espaço com bandas iniciantes como Led Zeppelin, Eric Clapton,Jimi Hendrix,e Carlos Santana. Em 1970 com seu line-up estabilizado com a entrada do vocalista e multiinstrumentista Barry Hay e o baterista Cesar Zuiderwijk adotaram uma linha mais hard em seu pop rock, inspirados no The Who, para quem abriram os shows da turne européia de 1972.

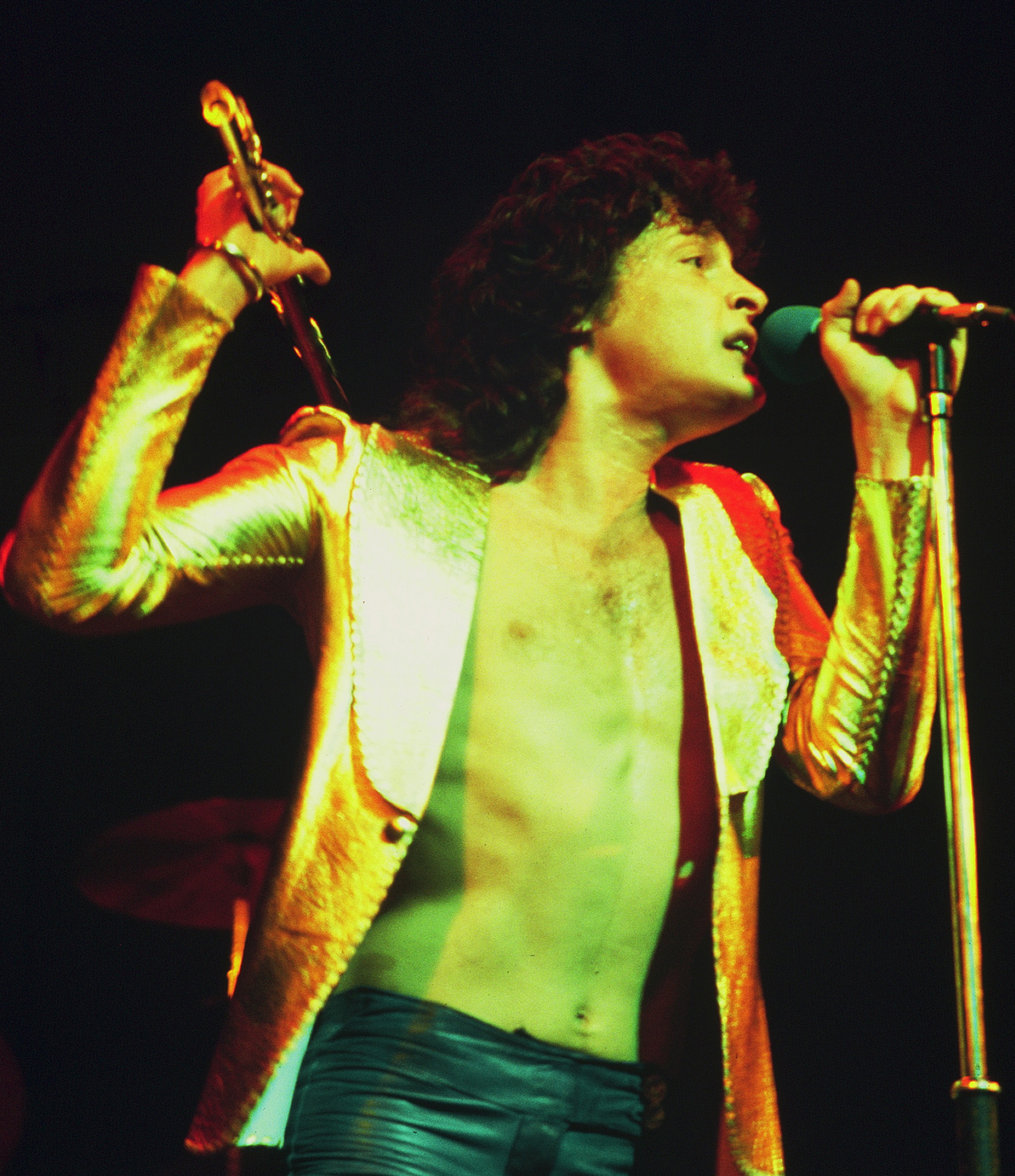
Vocalista Barry Hay em 1974

 Nesta fase o Golden Earring assinou com o selo do Who, pelo qual lançou uma coletânea de singles holandeses, a "Hearing Earring", o que ajudou o grupo a se lançar na Inglaterra.

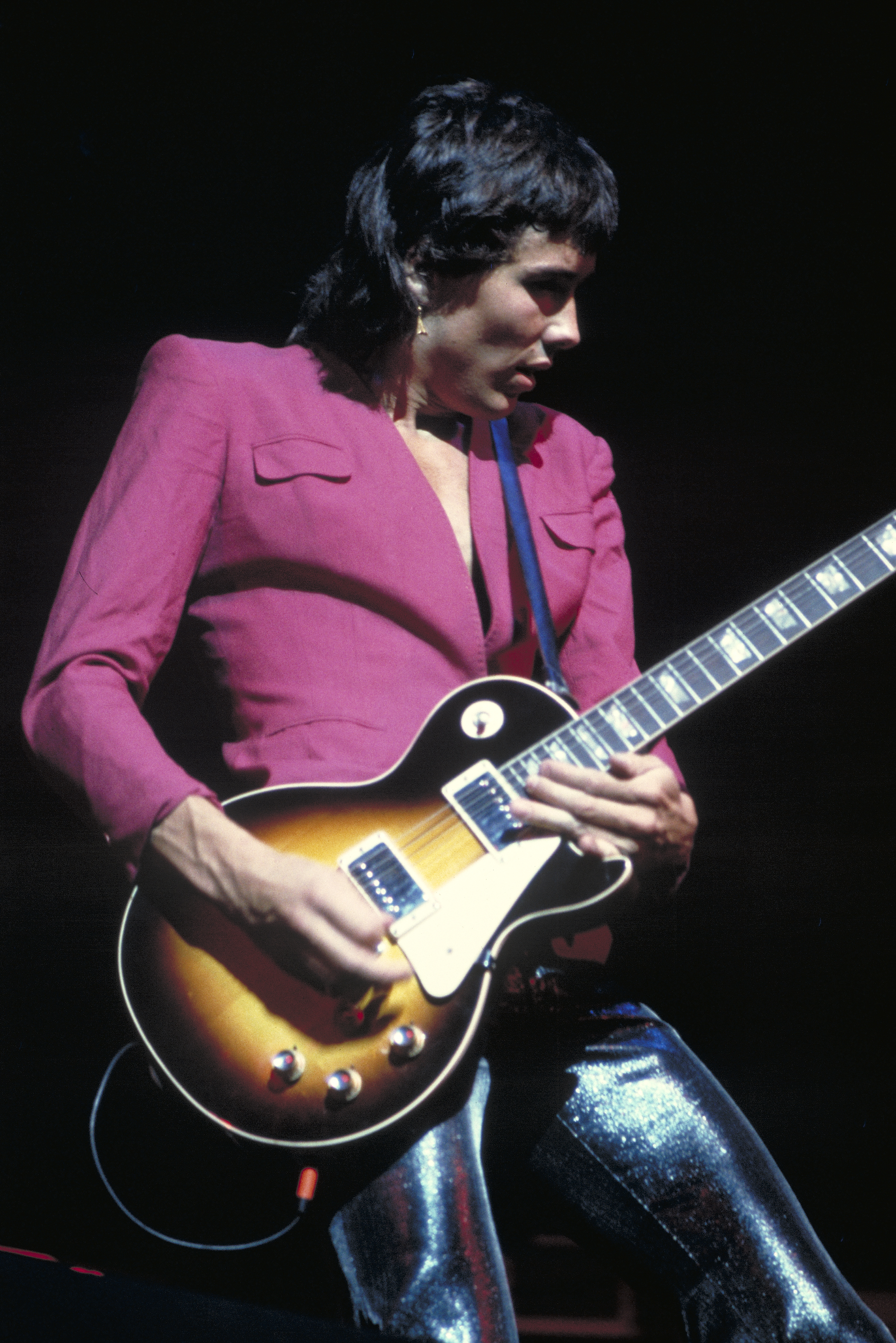
Guitarrista George Kooymans em 1974

Em 1974 o trabalho 'Moontan'que tornou-se um marco em sua carreira devido ao enorme sucesso mundial da faixa 'Radar Love', até hoje emblemática para a banda, tanto na Europa quanto nos EUA. Convidado, o grupo excursionou pelos EUA abrindo shows de Kiss, Aerosmith, Rush, Pink Floyd e Deep Purple e dos Doobie Brothers. Por falta de interesse da banda em se radicar e promover-se nos EUA seu sucesso teve curta duração. O prestígio da Golden Earring tornou-se invejavelmente estável emplacando até mesmo um novo grande sucesso com 'Twilight Zone', do álbum 'Cut' de 1982 e com 'When The Lady Smiles' de 1984.
São até hoje cultuados tanto na Europa -nos Países Baixos, onde são deuses, já conquistaram mais de 30 Discos de Ouro e outros tantos de Platina- quanto nos EUA, onde já fizeram 13 tours, e lançaram álbuns -32 no total- com uma regularidade incrível para uma banda de hard fora do eixo EUA-Inglaterra.

## Discografia

### Álbuns
- 1965 Just Earrings
- 1967 Winter-Harvest
- 1968 Miracle Mirror
- 1968 On the Double (2lp)
- 1969 Eight Miles High
- 1970 Golden Earring (aka Wall of Dolls)
- 1971 Seven Tears
- 1972 Together
- 1973 Moontan
- 1974 Switch
- 1975 To the Hilt
- 1976 Contraband (EUA "Mad Love")
- 1977 Live (live 2lp)
- 1978 Grab It for a Second
- 1979 No Promises...No Debts
- 1980 Prisoner of the Night
- 1981 2nd Live (live 2lp)
- 1982 Cut (Golden Earring album)|Cut
- 1983 N.E.W.S.
- 1984 Something Heavy Going Down (live)
- 1986 The Hole
- 1989 Keeper of the Flame
- 1991 Bloody Buccaneers
- 1992 The Naked Truth (unplugged)
- 1994 Face It (partially unplugged)
- 1995 Love Sweat (covers)
- 1997 Naked II (unplugged)
- 1999 Paradise in Distress
- 2000 Last Blast of the Century (live)
- 2003 Millbrook U.S.A.
- 2005 Naked III, Live at the Panama (unplugged live)
- 2006 Live In Ahoy
- 2012 Tits n Ass

### Compilações
- 1968 Greatest Hits  (Polydor)
- 1970 The Best of Golden Earring  (EUA)
- 1973 Hearing Earring
- 1977 Story
- 1981 Greatest Hits, Vol. 3
- 1988 The Very Best, Vol. 1
- 1988 The Very Best, Vol. 2
- 1989 The Continuing Story of Radar Love
- 1992 Radar Love
- 1994 Best of Golden Earring  (Europa)
- 1998 The Complete Naked Truth
- 1998 70s & 80s, Vol. 35
- 2000 Greatest Hits
- 2001 Devil Made Us Do It: 35 Years
- 2002 Singles 1965-1967
- 2002 Bloody Buccaneers/Face It
- 2003 3 Originals